# Paraphaeosphaeria barriae
Paraphaeosphaeria barriae är en svampart som beskrevs av Checa 2002. Paraphaeosphaeria barriae ingår i släktet Paraphaeosphaeria och familjen Montagnulaceae.   Inga underarter finns listade i Catalogue of Life.